# Софилари
Софилари (мкд. Софилари) су насеље у Северној Македонији, у средишњем делу државе. Софилари су село у саставу општине Штип.

## Географија
Софилари су смештени у средишњем делу Северне Македоније. Од најближег града, Штипа, насеље је удаљено 6 km југозападно.
Насеље Софилари се налази у историјској области Овче поље. Насеље је положено у долини реке Брегалнице. Око насеља се углавном пружају обрадиве површи. Надморска висина насеља је приближно 260 метара.
Месна клима је блажи облик континенталне због близине Егејског мора (жарка лета).

## Становништво
Софилари су према последњем попису из 2002. године имали 33 становника.
Већинско становништво су етнички Македонци (64%), а остали су Цинцари (36%).
Претежна вероисповест месног становништва је православље.